# Probolomyrmex guanacastensis
Probolomyrmex guanacastensis is een mierensoort uit de onderfamilie van de Proceratiinae. De wetenschappelijke naam van de soort is voor het eerst geldig gepubliceerd in 1998 door OKeefe & Agosti.